# Lijst van vlaggen van Australische deelgebieden
Dit artikel bevat een lijst van vlaggen van Australische deelgebieden. Australië bestaat uit zes staten, één federaal territorium (het Australian Capital Territory) en twee territoria (waarvan Jervisbaaiterritorium geen vlag heeft). Daarnaast behoren tot het Australische gemenebest ook zeven externe territoria, waarvan er twee een eigen officiële vlag hebben. De traditionele blauwe vlaggen met emblemen herinneren eraan dat deze staten Britse koloniën waren, toen de vlaggen zijn ingesteld.

## Vlaggen van Australische staten
| Kaart | Staat           | Vlag | Artikel over de vlag     | Ratio | Ingebruikname     |
| ----- | --------------- | ---- | ------------------------ | ----- | ----------------- |
|       | New South Wales |      | Vlag van New South Wales | 1:2   | 15 februari 1876  |
|       | Queensland      |      | Vlag van Queensland      | 1:2   | 29 november 1876  |
|       | Tasmanië        |      | Vlag van Tasmanië        | 1:2   | 25 september 1876 |
|       | Victoria        |      | Vlag van Victoria        | 1:2   | 30 november 1877  |
|       | West-Australië  |      | Vlag van West-Australië  | 1:2   | 27 november 1875  |
|       | Zuid-Australië  |      | Vlag van Zuid-Australië  | 1:2   | 13 januari 1904   |

## Vlaggen van territoria
| Kaart | Territoria                   | Vlag | Artikel over de vlag                      | Ratio | Ingebruikname   |
| ----- | ---------------------------- | ---- | ----------------------------------------- | ----- | --------------- |
|       | Australian Capital Territory |      | Vlag van het Australian Capital Territory | 1:2   | 1993            |
|       | Noordelijk Territorium       |      | Vlag van het Noordelijk Territorium       | 1:2   | 1 juli 1978     |
|       | Jervisbaaiterritorium        |      |                                           |       | Voert geen vlag |

## Vlaggen van externe territoria
| Kaart | Territoria                      | Vlag | Artikel over de vlag         | Ratio | Ingebruikname   |
| ----- | ------------------------------- | ---- | ---------------------------- | ----- | --------------- |
|       | Christmaseiland                 |      | Vlag van Christmaseiland     | 1:2   | 26 januari 2002 |
|       | Cocoseilanden*                  |      | Vlag van de Cocoseilanden    | 1:2   | 6 april 2004    |
|       | Norfolk                         |      | Vlag van Norfolk             | 1:2   | 21 oktober 1980 |
|       | Territorium Papoea-Nieuw-Guinea |      | Vlag van Papoea-Nieuw-Guinea | 3:4   | 1 juli 1971     |

De met een asterisk (*) gemerkte vlag heeft geen officiële status.
Albanië · Andorra · Argentinië · Australië · Bahrein · België · Bolivia · Bosnië en Herzegovina · Brazilië · Bulgarije · Canada · Chili · China · Colombia · Comoren · Costa Rica · Denemarken · Dominicaanse Republiek · Duitsland · Ecuador · Egypte · El Salvador · Estland · Ethiopië · Filipijnen · Finland · Frankrijk · Gabon · Georgië · Ghana · Griekenland · Guatemala · Guyana · Honduras · Hongarije · Ierland · India · Indonesië · Irak · Italië · Japan · Kazachstan · Kenia · Kirgizië · Koeweit · Kroatië · Liberia · Litouwen · Maleisië · Marshalleilanden · Mexico · Micronesië · Moldavië · Mongolië · Myanmar · Nederland · Nicaragua · Nieuw-Zeeland · Nigeria · Noorwegen · Oeganda · Oekraïne · Oostenrijk · Pakistan · Palau · Panama · Papoea-Nieuw-Guinea · Paraguay · Peru · Polen · Portugal · Roemenië · Rusland · Salomonseilanden · Sao Tomé en Principe · Servië · Slowakije · Soedan · Somalië · Spanje · Sri Lanka · Suriname · Tanzania · Thailand · Tsjechië · Uruguay · Vanuatu · Venezuela · Verenigd Koninkrijk · Verenigde Arabische Emiraten · Verenigde Staten · Wit-Rusland · Zuid-Afrika · Zuid-Korea · Zuid-Soedan · Zweden · Zwitserland
Historisch: Joegoslavië · Oostenrijk-Hongarije · Sovjet-Unie
Zie ook: Vlaggenlijsten per land · Vlaggen van afhankelijke gebieden · Vlaggen van gemeenten (per land)